# 比利切-佐洛泰

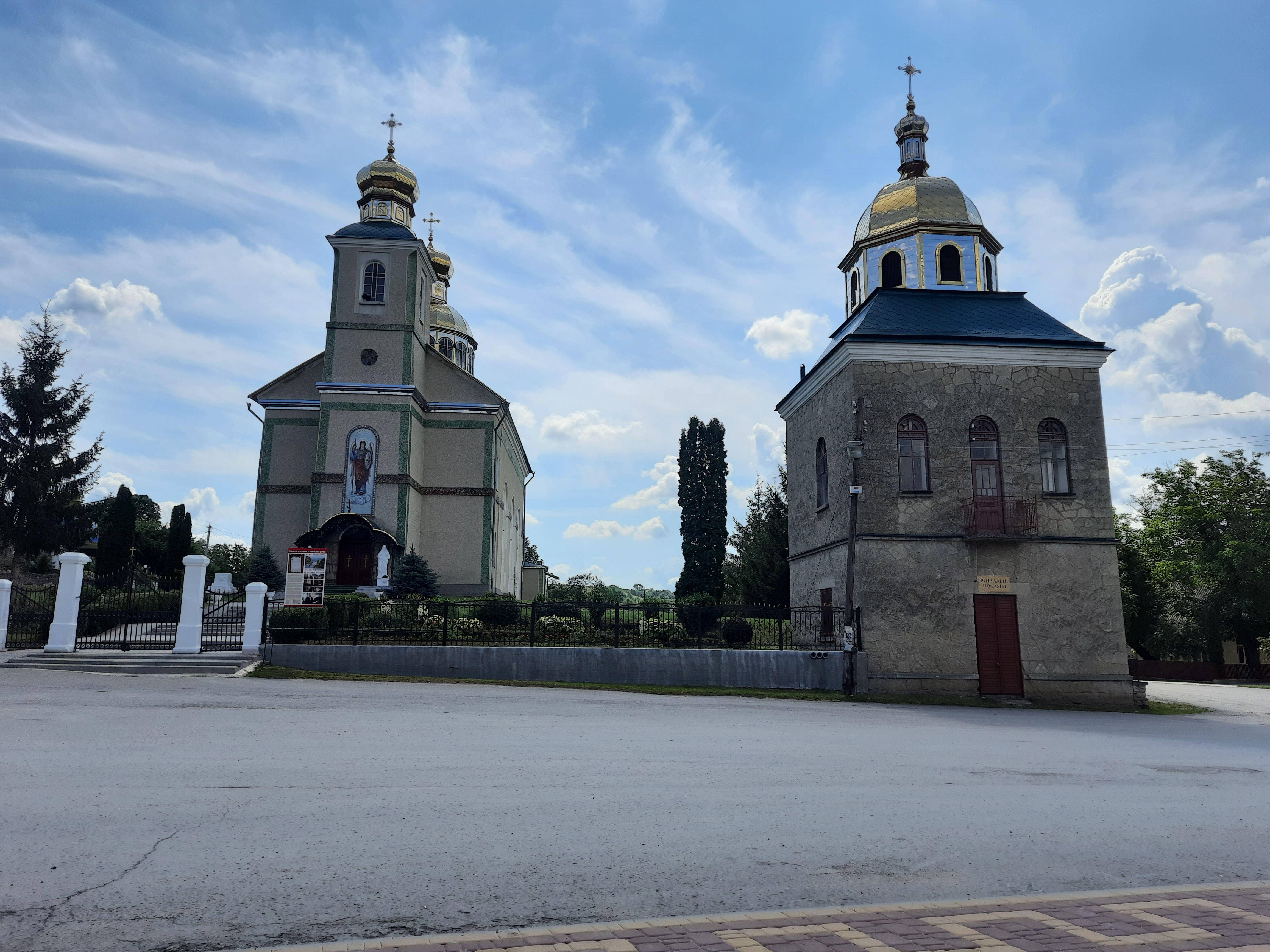
当地教堂

48°46′21″N 25°52′51″E / 48.77250°N 25.88083°E
比利切-佐洛泰（羅馬化：Bilche-Zolote）是烏克蘭西部捷爾諾波爾州喬爾特基夫區比利切-佐洛泰市镇内的村落及該市鎮之行政中心。始建於十世紀，面積5.99平方公里，海拔高度193米，2014年人口1,785，人口密度每平方公里334.1人。